# Fülfoltos gerle
A fülfoltos gerle (Zenaida auriculata) a madarak osztályának  galambalakúak (Columbiformes) rendjébe és a galambfélék (Columbidae) családjába tartozó faj.

## Rendszerezése
A fajt Marc Athanese Parfait Oeillet Des Murs francia amatőr ornitológus írta le 1847-ben, a Peristera nembe Peristera auriculata néven.

## Alfajai
- Zenaida auriculata caucae - Kolumbia nyugati része
- Zenaida auriculata antioquiae - Közép-Kolumbia északi része
- Zenaida auriculata pentheria - Kolumbia keleti része és nyugat-Venezuela
- Zenaida auriculata vinaceorufa - Aruba, Curaçao és Bonaire
- Zenaida auriculata stenura - Anguilla, Antigua és Barbuda, Saint Kitts és Nevis, Montserrat, Guadeloupe, a Dominikai Közösség, Martinique, Saint Lucia, Saint Vincent és a Grenadine-szigetek, Barbados, Grenada, Trinidad és Tobago, északnyugat-Venezuela, Guyana, Suriname, Francia Guyana és Brazília északi része
- Zenaida auriculata jessieae - az Amazonas-medence brazil része
- Zenaida auriculata marajoensis - az Amazonas-medence torkolat közeli része
- Zenaida auriculata noronha - a Fernando de Noronha-szigetcsoport
- Zenaida auriculata hypoleuca - Ecuador nyugati része és nyugat-Peru
- Zenaida auriculata chrysauchenia - Bolívia, Paraguay és Brazília középső és déli része
- Zenaida auriculata auriculata - Chile középső része és Argentína északi és nyugati részei

## Előfordulása
Anguilla, Antigua és Barbuda, Aruba, Curaçao, Bonaire, Barbados,  a Dominikai Közösség,  Grenada, Guadeloupe, Guyana, Martinique, Montserrat, Saint Kitts és Nevis, Saint Lucia, Saint Vincent és a Grenadine-szigetek,  Trinidad és Tobago, Argentína, Bolívia, Brazília, Chile, Ecuador, Francia Guyana, Kolumbia, Paraguay, Suriname, Peru, Uruguay és Venezuela területén honos. 
Ritka kóborlóként észlelték már a Falkland-szigetek és Déli-Georgia és Déli-Sandwich-szigetek területén is.
Természetes élőhelye a szubtrópusi vagy trópusi mangrovemocsarak, pampák és bozótosok, valamint legelők, másodlagos erdők, szántóföldek és vidéki kertek. Vonuló faj.

## Megjelenése
Testhossza 22-28 centiméter, testtömege 95-125 gramm.
|  |

## Szaporodása
Fészekalja 2 fehér tojásból áll.
|  |

## Természetvédelmi helyzete
Az elterjedési területe nagyon nagy, egyedszáma pedig növekszik. A Természetvédelmi Világszövetség Vörös listáján nem fenyegetett fajként szerepel.